# マルティネス (小惑星)
マルティネス (2075 Martinez) は、小惑星帯の小惑星のひとつ。
1974年11月、アルゼンチンのエル・レオンシット国立公園にあるフェリックス・アギラール天文台で発見された。

## 名称
アルゼンチンのラプラタ天文台に長年所属していた天文学者、ウーゴ・アルトゥーロ・マルティネス（Hugo Arturo Martinez, 1890年 - 1976年）をしのんで名付けられた。命名は1979年11月の小惑星回報（MPC 5013）で公表された。
同時に、フェリックス・アギラール天文台で発見された小惑星に対して、物故した天文学者をしのんだ (2124) ニッセン も命名されている。

## 註
1. ↑  MPC 5013（1979年11月1日）